# Rolls-Royce/Snecma Olympus 593
Rolls-Royce/Snecma Olympus 593 – silnik turboodrzutowy z dopalaczem napędzający naddźwiękowy samolot Concorde. Powstał na bazie silnika Rolls-Royce Olympus. Do momentu zakończenia lotów komercyjnych Concorde’a, pozostawał jedynym silnikiem turboodrzutowym z dopalaczem napędzającym samolot liniowy. Jego sprawność termodynamiczną uważa się za najwyższą na świecie.